# Гута (Августівський повіт)
Гута (пол. Huta) — село в Польщі, у гміні Штабін Августівського повіту Підляського воєводства.
Населення — 155 осіб (2011).
У 1975-1998 роках село належало до Сувальського воєводства.

## Демографія
Демографічна структура станом на 31 березня 2011 року:
|          | Загалом | Допрацездатний вік | Працездатний вік | Постпрацездатний вік |
| -------- | ------- | ------------------ | ---------------- | -------------------- |
| Чоловіки | 84      | 26                 | 53               | 5                    |
| Жінки    | 71      | 15                 | 42               | 14                   |
| Разом    | 155     | 41                 | 95               | 19                   |